# سرو عملاق
السرو العملاق نوع نباتي شجري ينتمي إلى جنس السرو من الفصيلة السروية.

## الانتشار
موطنه التبت في الصين.